# Bartenbach
Bartenbach ist ein Stadtbezirk der Stadt Göppingen in Baden-Württemberg. Er liegt circa zwei Kilometer nördlich von Göppingen im Meerbachtal unterhalb des Hohenstaufens.

## Geschichte

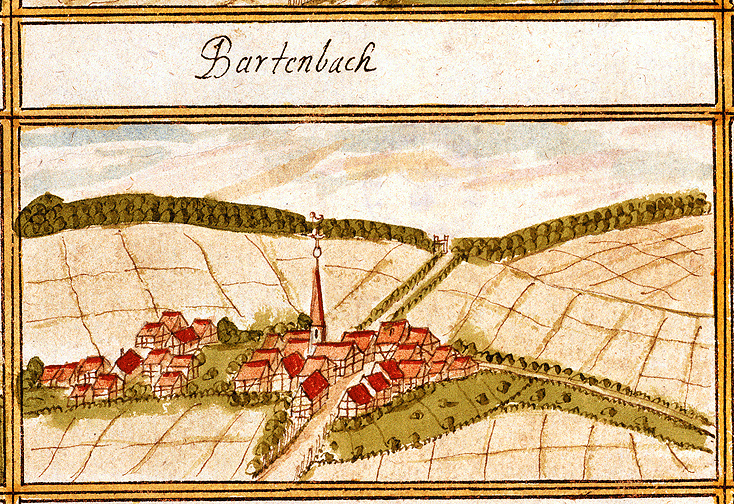
Bartenbach 1685 aus den Forstlagerbüchern von Andreas Kieser

Bartenbach wurde erstmals 1260 in einer Urkunde des Klosters Lorch erwähnt, jedoch sind archäologische Funde aus einem Gräberfeld der Merowingerzeit bekannt. Aus vorgeschichtlicher Zeit stammt ein Frauengrab der Hallstattzeit. Der Stadtteil war bis in die 1950er Jahre selbständig. Die Eingemeindung nach Göppingen fand 1956 statt. Heute hat Bartenbach rund 3.900 Einwohner.

## Gliederung
Zum Stadtbezirk gehören die Ortsteile Lerchenberg und Krettenhof.

## Verkehr
Bartenbach ist über die Bundesstraße 297 von Göppingen und Rechberghausen aus zu erreichen. Außerdem führt eine Straße über die Ortsteile Lerchenberg und Hohrein in Richtung Hohenstaufen.

## Politik
Bartenbach hat einen Bezirksbeirat mit elf Mitgliedern und acht Stellvertretern.

## Versorgung
Bartenbach verfügt über eine Grund- und Berufsschule sowie eine eigene Turn- und Gemeindehalle und ein Bezirksamt.

## Kirchliche Gebäude
Eine Kapelle St. Otmar und Maria wurde in Bartenbach 1404 erwähnt. Im Dreißigjährigen Krieg wurde sie zerstört. An gleicher Stelle wurde 1651 die heutige Kirche als chorlose Saalkirche in der Bauform einer Querkirche erbaut und bis zum Neubau eines Gemeindezentrums im Jahr 1974 von der evangelischen Kirchengemeinde im Kirchenbezirk Göppingen genutzt. Diese alte evangelische Dorfkirche war zunächst funktionslos, wurde dann ab 1983 als Heilig-Kreuz-Kirche von der Armenischen Gemeinde Baden-Württemberg genutzt und ging mit Vertrag vom 18. Dezember 2018 in deren Eigentum über. Die feierliche Schlüsselübergabe von der Evangelischen Kirchengemeinde Bartenbach an die Armenische Gemeinde Baden-Württemberg fand am 6. Juni 2019 im Rahmen eines ökumenischen Gebets und im Beisein von Bischof Serovpé Isakhanyan, Primas der Armenischen Kirche in Deutschland, Frank Otfried July, Landesbischof der Evangelischen Kirche in Württemberg und Guido Till, Oberbürgermeister der Stadt Göppingen statt. Im November 2015 konnte ein Kreuzstein (Chatschkar) am Kirchenportal aufgestellt und feierlich eingeweiht werden.
1974 erbaute sich die evangelische Kirchengemeinde ein neues Gemeindezentrum, in dem heute die Gottesdienste gefeiert werden und die Gemeindearbeit beheimatet ist. Der vielfältig nutzbare Gottesdienstraum ist mit Altar-Bronzekunst des Göppinger Künstlers Hermann Schwahn (1974) und Farbverglasung (1980) der Stuttgarter Künstlerin Anna-Dorothea Kunz-Saile ausgestattet.

## Freizeit
Im Ort gibt es 19 verschiedene Sport- und Kulturvereine.